# Чемпионат мира по баскетболу среди женщин 2026
XX чемпионат мира по баскетболу среди женщин состоится в Берлине (Германия) с 4 сентября по 13 сентября 2026 года.

## Выборы места проведения
Германия получила от ФИБА право проведения соревнования 28 апреля 2023 года. Конкурентами в борьбе за право принять турнир были аргентинский Сан-Луис и бразильский Рио-де-Жанейро.
Германия уже принимала женский чемпионат мира по баскетболу 1998 года.

## Места проведения
| Берлин              | Берлин                             | БерлинЧемпионат мира по баскетболу среди женщин 2026 |
| Убер Арена          | Спорткомплекс имени Макса Шмелинга | БерлинЧемпионат мира по баскетболу среди женщин 2026 |
| Вместимость: 14,500 | Вместимость: 8,500                 | БерлинЧемпионат мира по баскетболу среди женщин 2026 |
|                     |                                    | БерлинЧемпионат мира по баскетболу среди женщин 2026 |

## Квалификация
- Германия как хозяйка автоматически квалифицировалась на турнир в апреле 2023 года.
- Победители четырёх континентальных турниров также получат прямую путёвку на турнир.
- 11 сборных отберутся через квалификационный отборочных турнир к чемпионату мира.

| Турнир                  | Дата                     | Место проведения | Места | Команды  |
| ----------------------- | ------------------------ | ---------------- | ----- | -------- |
| Принимающая страна      | 26 марта 2020            | —                | 1     | Германия |
| Чемпионат Европы 2025   | 18 июня — 29 июня 2025   | Пирей            | 1     | Бельгия  |
| Чемпионат Америки 2025  | 28 июня — 6 июля 2025    | Сантьяго         | 1     |          |
| Чемпионат Азии 2025     | 13 июля — 20 июля 2025   | Шэньчжэнь        | 1     |          |
| Чемпионат Африки 2025   | 25 июля — 3 августа 2025 | Абиджан          | 1     |          |
| Квалификационный турнир | —                        |                  | 11    |          |
| Всего                   |                          | 16               |       |          |

## Участники чемпионата
| Команда  | Прошлые выступления | Прошлые выступления | Лучший результат  | Рейтинг ФИБА |
| Команда  | Последний           | Всего               | Лучший результат  | Рейтинг ФИБА |
| -------- | ------------------- | ------------------- | ----------------- | ------------ |
| Германия | 1998                | 2                   | 11-е место (1998) |              |
| Бельгия  | 2022                | 3                   | 4-е место (2018)  |              |

## Логотип турнира
Логотип был представлен 12 августа 2024 года. По словам ФИБА, логотип должен отражать «статус Берлина как единого мегаполиса, который любит праздник и веселье».